# Accord Blum-Byrnes
L'accord Blum-Byrnes est un accord franco-américain, signé le 28 mai 1946 par le secrétaire d'État des États-Unis James F. Byrnes et les représentants du gouvernement français, Léon Blum et Jean Monnet. Il liquide une partie de la dette française envers les États-Unis après la Seconde Guerre mondiale, à hauteur de deux milliards de dollars.

## Contexte
Pour un article plus général, voir Politique extérieure de la IVe République.

### Contexte économique
Avec la fin de la guerre, l'administration Truman a mis fin aux prêts-bails, laissant la France à la fois débitrice des États-Unis et dépendante de ceux-ci pour des importations indispensables à la relance de l'économie nationale. En outre, les accords de prêt-bail, par leur article VII, prévoyaient un abaissement des barrières douanières entre les deux pays. Sur ordre de de Gaulle, Jean Monnet est chargé de négocier la reprise des approvisionnements ainsi qu'un crédit supplémentaire, correspondant à des sommes de 655 et 550 millions de dollars respectivement. En échange, Monnet offre de renouveler l'engagement de la France à renoncer au protectionnisme. Il engage aussi le soutien de la France dans les négociations multilatérales qui vont s'engager à la suite des accords de Bretton Woods.
Un accord du même type entre le Royaume-Uni et les États-Unis est alors également en cours de préparation, et Jean Monnet presse le gouvernement français de dresser une liste des besoins et de lancer des négociations au plus tôt, afin d'éviter que l'accord anglo-américain ne serve de référence. L'instabilité gouvernementale en France, avec la difficulté à constituer un gouvernement après les élections constituantes françaises d'octobre 1945,  retardent la mission de Monnet. Un accord anglo-américain est conclu dès décembre, sur la base d'un prêt important et avantageux (3,75 milliards de dollars à 2 % à rembourser en 50 ans) en échange d'une importante libéralisation des échanges ; les Britanniques abandonnent en particulier la préférence impériale. 
L'ampleur du prêt consenti aux Britanniques inquiète la population américaine, qui voit d'un mauvais œil la reconstruction rapide de concurrents commerciaux. Cela place la France dans une position difficile. Sa principale arme de négociation est la menace d'un retour au protectionnisme, qui limiterait les débouchés des produits américains. Face à ces inquiétudes, Truman présente au Congrès le prêt aux Britanniques comme un cas unique, justifié par l'importance économique du Royaume-Uni et sa relation privilégiée qui l'unit aux États-Unis.
Alors que Keynes conseille à Monnet de se limiter à l'importation des seuls biens d'équipement indispensables, le nouveau mandat de Monnet à la tête du commissariat général au Plan l'oblige à trouver les moyens importants correspondant aux objectifs du premier Plan, évalués en janvier 1946 à quatre milliards de dollars. Fin janvier, à la suite de la chute du gouvernement de Gaulle, Léon Blum est désigné pour mener les négociations qui, du point de vue du département d'État américain, partent de la base d'un prêt de 500 millions de dollars ainsi qu'une série d'engagements précis.

### Contexte intellectuel
Dans les milieux cinématographiques, la volonté de retrouver une identité conduit à une forte valorisation des cinéastes restés en France pendant l'Occupation, choix assimilé à une forme de résistance par opposition à ceux qui ont fui le pays pour poursuivre leur activité aux États-Unis. Sont particulièrement ciblés Julien Duvivier, René Clair et Jean Renoir, qui ne font pas montre d'une grande volonté de revenir en France et sont traités de « nouveaux collaborateurs ». Ainsi, la critique reçoit assez tièdement les films de ces derniers, pourtant très populaires, Six destins et Ma femme est une sorcière où d'influents critiques comme André Bazin ou Alexandre Astruc pensent voir un appauvrissement du style des cinéastes, passés à la moulinette des règles de la production américaine. Malgré les rumeurs de retour dans le courant de 1945 de Clair et Duvivier, la crainte de voir les talents du cinéma français rester ou être attirés par Hollywood pèse sur la réception des accords Blum-Byrnes.

## Accord
La première partie des négociations est consacrée à l'examen du Plan français. Son approbation constitue pour les Américains un préalable à toute discussion sur les prêts. Cet examen oblige Jean Monnet à s'engager sur des éléments qui n'ont pas encore été validés à Paris et, d'après Alfred Sauvy, à apporter au Plan initial des précisions qui furent importantes pour la définition de la comptabilité nationale au cours des années suivantes. Ces tractations introduisent d'importantes modifications, favorisant les éléments de reconstitution de l'appareil de production, avec en vue une résorption du déficit dès 1950, au détriment des dépenses de reconstruction. 
La seconde partie constitue un exercice de réduction de déficit qui serait couvert par un prêt américain, qui ne se monte finalement qu'à 650 millions de dollars. À cela s'ajoute l'annulation des dettes liées au prêt-bail, soit 2,8 milliards de dollars, ainsi que la promesse d'un prêt supplémentaire de 500 millions de la part de la Banque mondiale dès la mise en place l'année suivante. 
L'administration Truman offre même un nouveau prêt à la France à des conditions de remboursement considérées comme exceptionnelles. Les États-Unis accordent ainsi une aide de 300 millions de dollars américain (3,5 milliards de dollars valeur 2012) remboursables en 35 ans ainsi qu’un prêt bancaire de 650 millions de dollars (7,6 milliards de dollars valeurs 2012).
Une des contreparties de l'accord est la fin du régime des quotas, imposé aux films américains en 1936 et resté en place après la Libération. Byrnes voudrait un retour aux accords de 1933, qui prévoyaient un quota fixe de films américains par an projetés dans les salles françaises. De son côté, le secteur du cinéma français demande que sept semaines sur treize soient réservées uniquement à la diffusion de films français. Le compromis final est d'une part un abandon du quota de films américains et d'autre part une exclusivité accordée aux films français quatre semaines sur treize, ce qui correspond à une diminution de moitié de la diffusion de films français par rapport aux années 1941-1942.

## Contenu de l'accord

### Flotte marchande
Entre autres acquisitions en vue de rééquiper l'économie française, le gouvernement français fait l’acquisition de soixante-quinze liberty-ships, dont vingt-et-un furent confiés en gérance à la Compagnie générale transatlantique. Les livraisons s’échelonnèrent jusqu’en 1947.

### Cinéma
Au moment où les négociations s'engagent, les négociations sur le cinéma durent depuis la mi-1945. Depuis l'accord Marchandeau du 6 mai 1936, suspendu durant l'Occupation, les films américains bénéficiaient d'un contingentement aux frontières. Côté américain, le département d'État demande un retour à ce système, sur la base de 108 films américains diffusés chaque année, pour un marché français ayant une capacité de 180 films. Les Français de leur côté proposent le libre accès aux écrans français six semaines sur treize, réservant les sept autres aux seuls films français. Leur but principal est alors d'éviter un quota numérique de films américains. Les sept semaines correspondaient en effet à une distribution de 84 films français par an, contre 48 avec un quota de 108 films américains. La production française avait été de 80 films en 1941-1942 (chiffre réduit du fait des restrictions de guerre) et de 120 films par an entre 1932 et 1939. L'accord final (plus précisément l'avenant à l'Accord Blum-Byrnes, exclusivement consacré au cinéma) évite le contingentement numérique (système des  Screen quotas (en), quotas écrans) et réserve quatre semaines sur treize aux films français, soit une capacité de 48 films par an.
Cette concession faite aux Américains, dont la portée réelle reste discutée, eut un retentissement immédiat. Les réalisateurs Marcel Carné, André Blanchard, Jacques Becker ou le scénariste Pierre Laroche dénoncent un « bradage du cinéma français », suivis par le Syndicat français des producteurs de films ainsi que la Fédération nationale du spectacle CGT et les revues spécialisées L'Écran français et Arts. Le secteur se présente toutefois en ordre dispersé, distributeurs et exploitants appréciant les recettes importantes générées par les films américains, ce, d'autant plus que le public en avait été privé pendant la guerre et qu'arrivent sur le marché des films majeurs (2 000 films américains produits pendant la guerre). De ce fait, les accords n'ont pas suscité une aussi vive et unanime réprobation que celle qu'a reconstruite a posteriori la « légende noire » qui les a ensuite entourés.
Rétrospectivement, la production française est loin de s'être effondrée : 86 films en 1946, 92 en 1947, 94 en 1948, 103 en 1949 à comparer à 140 films américains. Les semaines où les films américains étaient autorisés, les films français étaient présents dans la moitié des salles, et en 1948 les films français représentaient 45,36 % de l'audience contre 43,63 % pour les films américains. 
La contestation des accords Blum-Byrnes doit se lire également à la lumière de l'éviction des communistes du gouvernement, qui précède de peu la fondation, à l'automne 1947, du Comité de défense du cinéma français par Claude Autant-Lara épaulé par le Parti communiste et le Syndicat des Techniciens de la Production cinématographique CGT, dont il devient le président en 1948.
Cette contestation culmine avec une grande manifestation le 4 janvier 1948, rassemblant, bien au-delà du milieu syndical, les vedettes du moment comme Jean Marais ou Simone Signoret. La pression est alors telle, que le gouvernement français obtient du gouvernement américain pour quatre ans quatre semaines supplémentaires d'exclusivité par an ainsi qu'un contingent d'au maximum 121 films américains par an (révision des accords Blum-Byrnes à Paris le 16 septembre 1948). Surtout, ce mouvement entraîne la création du Fonds de soutien à l'industrie cinématographique abondé par une taxe spéciale additionnelle de 10,9 % prélevée sur tous les billets (loi d'Aide du 23 septembre 1948), à laquelle étaient farouchement opposés distributeurs et exploitants. Cette taxe alimente un Fonds d'aide à l'industrie cinématographique (exploitation, distribution et production), mettant en place un système d'aide automatique à la production généré en proportion des recettes des films précédents agréés, jetant les bases du système géré par le CNC. Il est désormais certain que ce système eut un rôle primordial dans le maintien et le développement du cinéma français depuis l'après-guerre jusqu'à aujourd'hui. Il a été repris par certains pays, tels la Corée ou l'Allemagne.

## Réception

### Monde du cinéma
Pour le Parti communiste et les syndicats du secteur cinématographique français, il s'agit d'un moyen pour les États-Unis de diffuser l'American way of life (le mode de vie américain) à une population pouvant être tentée par le socialisme et de favoriser l'industrie cinématographique hollywoodienne. En réaction, les autorités françaises créent le 25 octobre 1946 le CNC (Centre national de la cinématographie) avec pour mission de protéger la création cinématographique française.
Après la signature de ceux-ci, il se met en place une rhétorique assimilant l'arrivée des films américains à une « nouvelle Occupation » avec une désignation comme collaborateurs des cinéastes travaillant aux États-Unis ou acceptant des partenariats avec les sociétés de production américaines. Parallèlement, l'opposition au cinéma américain et aux accords Blum-Byrnes permet à certaines figures écartées lors de l'épuration, comme Raoul Ploquin, de revenir en grâce. La Bataille du rail sert alors de figure de proue du cinéma français face à l'arrivée des films américains tournés pendant la guerre et parlant de celle-ci, y compris par des Français, comme Vivre libre (de Jean Renoir) ou L'Imposteur (de Julien Duvivier, avec Jean Gabin). Les critiques de ces films versent d'ailleurs souvent dans la mauvaise foi, leur reprochant de ne pas refléter la réalité de l'Occupation en France (que leurs auteurs n'ont pas connue), alors que ces films ne prétendent pas se situer en France.

### Critique idéologique
Pour l'historienne Annie Lacroix-Riz, ces accords avaient de la part des États-Unis un but politique, celui d'ancrer la France, alors susceptible de basculer vers le communisme, dans le camp libéral. Selon Lacroix-Riz, la partie sur le cinéma visait à la destruction de la production française, constituant le paradigme d'une aliénation de l'indépendance française et une mise sous tutelle du pays. Cette vision des accords est vivement contestée par Wall, qui estime que la déception liée aux termes de l'accord, certes moins généreux que celui accordé aux Britanniques, est due d'abord à l'ampleur des demandes françaises, peu compatibles avec les tensions inflationnistes et la vague d'isolationnisme qui fragilisaient les États-Unis.
L'idée que ces accords aient nui au cinéma français ne fait pas toutefois l'unanimité. Si ce point est une évidence pour Lacroix-Riz et est acceptée par Wall et Ory, Portes affirme que selon les termes même de cet accord, les films français bénéficiaient d'une protection efficace contre la concurrence américaine. Cette opinion est partagée par Jean-Pierre Jeancolas.